# Patrick (film, 2018)
Pour plus de détails, voir Fiche technique et Distribution.
Patrick est une comédie britannique coécrite et réalisée par Mandie Fletcher, sortie en 2018.

## Synopsis
Jeune femme fraîchement célibataire, Sarah Francis hérite, alors qu'elle tente de remettre de l'ordre dans sa vie chaotique, de sa grand-mère un cadeau qu'elle accueille froidement : un carlin prénommé Patrick. Aussi attachant que capricieux, mais surtout mal éduqué, l'animal ajoute un peu de tumulte au quotidien morose de la pauvre Sarah. Cette dernière espère pourtant tout faire pour améliorer sa vie professionnelle et amoureuse...

## Fiche technique
- Titre original et français : Patrick
- Réalisation : Mandie Fletcher
- Scénario : Vanessa Davies, Mandie Fletcher et Paul de Vos
- Montage : Matthew Tucker
- Musique : Michael Price et Amy Macdonald
- Photographie : Chris Goodger
- Production : Jane Hooks, Nadia Khamlichi et Adrian Politowski
- Sociétés de production : Wagging Tale Productions, BondIt, Fred Films, Head Gear Films, Metrol Technology et Buena Vista International
- Sociétés de distribution : Walt Disney Studios Distribution
- Pays d'origine :  Royaume-Uni
- Langue originale : anglais
- Format : couleur
- Genre : comédie
- Durée : 94 minutes
- Dates de sortie :
  - Royaume-Uni : 29 juin 2018
  - France : 6 février 2019 (DVD)

## Distribution
- Beattie Edmondson (VF: Monika Lawinska) : Sarah Francis
- Ed Skrein (VF: Thierry Wermuth) : Oliver
- Tom Bennett (VF: Benjamin Pascal) : Ben
- Emily Atack (VF: Céline Melloul) : Becky
- Jennifer Saunders (VF: Michèle Bardollet) : Maureen
- Gemma Jones (VF : Marie-Martine) : Celia
- Adrian Scarborough (VF: Gilbert Levy) : Mr. Peters
- Sam Fletcher : Harry
- Rupert Holliday-Evans : Roger
- Ann Queensberry : Granny
- Jason Lewis : Geoff
- Kasia Koleczek : Saskia
- Patricia Potter : Caroline
- Ben Roddy : Graham
- Peter Davison (VF: Bernard Lanneau) : Alan
- Cherie Lunghi (VF: Brigitte Virtudes) : Rosemary
- Archie Barnes : Zachary
- Ali Barouti : Tariq
- McKell David : Mikey
- Scott Chambers : Spike
- Denese Ricketts : Carly
- Emilia Jones : Vikki
- Meera Syal (VF: Sylvie Jacob) : professeure Phillips
- Yurj Buzzi : le serveur
- Bernard Cribbins : Albert
- Milanka Brooks : Suzanne
- Roy Hudd : Eric